# Combate de Zapiga
El Combate de Zapiga fue un enfrentamiento ocurrido el 21 de enero de 1891, en el contexto de la Guerra Civil de 1891 en Chile, en las inmediaciones de la aldea de Zapiga, en la Región de Tarapacá. Se enfrentaron fuerzas gobiernistas, leales al presidente José Manuel Balmaceda y dirigidas por Marco A. Valenzuela, contra las fuerzas congresistas o revolucionarias, al mando del General Estanislao del Canto.
El Intendente de Tarapacá Manuel Salinas González, al saber de la sublevación de la guarnición de Pisagua, envió un destacamento por ferrocarril compuesto por 60 infantes del 4º de línea, una compañía de granaderos y 25 artilleros (sin cañón). Simultáneamente, desde Pisagua partió  un tren con una columna de 100 infantes navales con cañones y ametralladoras. 
Ambas fuerzas se enfrentaron cerca de Zapiga. A las 5 de la tarde, tras media hora de combate, sin participación de la caballería gobiernista, los congresistas se retiraron hacia Pisagua, mientras que los gobiernistas se retiraron a Negreiros.